# Éva Csernoviczká
Éva Csernoviczká (* 16. října 1986 Tatabánya) je maďarská zápasnice – judistka, bronzová olympijská medailistka z roku 2012.

## Sportovní kariéra
S judem začínala v rodné Tatabáni v útlém dětství po vzoru svého otce Csaby, bývalého reprezentanta Maďarska v judu. V maďarské reprezentaci se pohybuje od svých 17 let od roku 2003 v superlehké váze do 48 kg. V roce 2004 se však na olympijské hry v Athénách nekvalifikovala. Mezi světovou špičku v superlehké váze pronikla v roce 2007 a v roce 2008 startovala na olympijských hrách v Pekingu. Nestačila ve druhém kole na svou velkou soupeřku Rumunku Alinu Dumitruovou a obsadila konečné 7. místo. V roce 2012 se kvalifikovala na olympijské hry v Londýně. Ve čtvrtfinále se utkala s Belgičankou Charline Van Snickovou a ke konci jí podlehla v boji na zemi po nasazeném škrcení. Chvilková ztráta vědomí jí však neomezila v opravách, v boji o třetí místo porazila Japonku Tomoko Fukumiovou na ippon a vybojovala bronzovou olympijskou medaili. V roce 2016 se kvalifikovala na olympijské hry v Riu. Po relativně příjemném losu postoupila jako jediná Evropanka do čtvrtfinále, kde nestačila na pozdější vítězku na Argentinku Paulu Paretovou a obsadila 7. místo.

### Vítězství
- 2007 - 1x světový pohár (Tallinn)
- 2008 - 1x světový pohár (Sofia)
- 2009 - 1x světový pohár (Abú Dhabí)
- 2013 - 1x světový pohár (Miami)
- 2014 - 1x světový pohár (Budapešť)

## Výsledky
| Olympijské hry     |    |     | —   |     |    |     | 7. |     |    |    | 3. |     |    |    | 7. |     |    |  |  |  |  |  |  |  |  |  |  |
| Mistrovství světa  |    | úč. |     | úč. |    | 7.  |    | úč. | —  | 3. |    | úč. | 7. | 7. |    | úč. |    |  |  |  |  |  |  |  |  |  |  |
| Evropské hry       |    |     |     |     |    |     |    |     |    |    |    |     |    | 3. |    |     |    |  |  |  |  |  |  |  |  |  |  |
| Mistrovství Evropy | —  | —   | úč. | —   | —  | úč. | 3. | 2.  | 2. | 2. | 3. | 1.  | 1. | 3. | 2. | 3.  | 2. |  |  |  |  |  |  |  |  |  |  |
| ME do 23 let       |    | 1.  | úč. | —   | 1. | 2.  | 1. |     |    |    |    |     |    |    |    |     |    |  |  |  |  |  |  |  |  |  |  |
| MS juniorů         | —  |     | 7.  |     |    |     |    |     |    |    |    |     |    |    |    |     |    |  |  |  |  |  |  |  |  |  |  |
| ME juniorů         | —  | úč. | 7.  | 2.  |    |     |    |     |    |    |    |     |    |    |    |     |    |  |  |  |  |  |  |  |  |  |  |
| ME dorostenců      | 3. |     |     |     |    |     |    |     |    |    |    |     |    |    |    |     |    |  |  |  |  |  |  |  |  |  |  |